# 대한민국 민사소송법 제93조
대한민국 민사소송법 제93조는 개별대리의 원칙에 대한 민사소송법 조문이다.

## 조문
제93조(개별대리의 원칙) ① 여러 소송대리인이 있는 때에는 각자가 당사자를 대리한다.
②당사자가 제1항의 규정에 어긋나는 약정을 한 경우 그 약정은 효력을 가지지 못한다.